# Будівництво 560 і ВТТ
Будівництво 560 і ВТТ — підрозділ, що діяв в структурі управлінь промислового будівництва і виправно-трудових таборів СРСР.
Організований між 17.03.49 і 06.04.49 (перейменований з Будівництво 90 і ВТТ);

закритий 15.11.52 (переданий в Будівництво 565 і ВТТ).
Підпорядкований: ГУЛПС (рос. Главпромстрой).

Дислокація: м.Москва, Вел. Серпуховка, 14

## Виконувані роботи
- будівництво установки «С-25» ФІАН, лабораторії № 6 АН СРСР, гол. корпусу ФІАН, пром., лабораторних та побутових приміщень КБ-1 МВ, хімічного та фізичного ф-тів та лабораторії будови речовини МДУ з 12.11.49, об'єктів московського комбіната твердих сплавів,
- будівництво теплотехнічної лабораторії АН СРСР, Науково-дослідного вакуумного інституту, Інституту геохімії, НДІ-20 МПЗЗ, Московської проектної контори Головміськбуду,о
- обслуговування Буд-ва 442 в Калузькій обл. (до 21.02.50),
- будівництво службових приміщень і казарм охоронних військ МГБ, які обслуговують КБ-1 МВ,
- будівництво об'єктів НДІ Головміськбуду, Держзнаку, з-дів ім. Войкова і електротермічного обладнання, Московського електролізного заводу, Інституту ім. Карпова, Карачаровського комбінату, Палацу Рад, НДІ-93, Інституту біофізики, заводу 528 МПЗЗ,
- будівництво житлових селищ в Кунцево і Черьомушках, містечка охорони в Коптєво, культурно-побутових та інших об'єктів,
- будівництво Калузької ТЕЦ в Москві (до 01.07.49 і з 12.06.50), ТЕЦ-13 Ленінського р-ну м. Москви для теплопостачання МГУ,
- обслуговування кар'єра, цегельного заводу і гравійної фабрики в Точкові, шевської і кравецької майстерень,
- лісозаготівлі в Горьківській обл.

## Чисельністьз/к
- 01.01.50 — 18 293,
- 01.01.51 — 21971,
- 01.01.52 — 13 190;
- 01.03.52 — 6469.